# Миндей 2-й
Миндей 2-й — упразднённый в 2024 году посёлок в Нижнеилимском районе Иркутской области России. Входил в состав Видимского муниципального образования, теперь на межселенных территориях.

## География
Находится на берегу Братского водохранилища, примерно в 80 км к юго-западу от районного центра Железногорск-Илимский. Ближайший населённый пункт — Миндей 1-й — находится в 4 км к северу.

## История
В 1966 году входил в Видимский поселковый совет Нижнеилимского района Иркутской области. В 2002 году — в Видимскую поселковую администрацию. С 2004 года входит в межселенную территорию Нижнеилимского района.
В 2014 году населенный пункт было предложено упразднить, но потом это сочли преждевременным: Росреестр сообщил о регистрации прав собственности на имущество в поселке.
Посёлок упразднён 12 мая 2024 года.

## Население
| 2002 | 2010 | 2011 | 2012 |
| ---- | ---- | ---- | ---- |
| 21   | ↘6   | →6   | →6   |

По данным Всероссийской переписи, в 2010 году в посёлке проживало 6 человек (4 мужчины и 2 женщины).
По сведениям Администрации Нижнеилимского муниципального района из отчета за 2017 год в поселке проживают 6 человек.
По данным Иркустата, в 2024 году в посёлке Миндей 2-й население отсутствует.